# Ferla
Ferla (pronuncia /ˈfɛrla/; a Ferra in siciliano) è un comune italiano di 2 234 abitanti del libero consorzio comunale di Siracusa in Sicilia.
La cittadina fa parte del circuito dei borghi più belli d'Italia e dell'Associazione Nazionale Comuni Virtuosi.

## Etimologia
In siciliano il suo nome è A Ferra, specificamente con l'articolo determinativo. Nel locale dialetto ferlese è pronunciato /aˈfɛɻa/ con una erre che in generale differisce dalla erre siciliana, che infatti suona /aˈfɛːʐa/ per via della sua origine fonetica galloitalica siciliana.
Quanto all'origine del nome odierno, gli archivi attestano l'uso della forma tardo latina di Ferula, che recenti scoperte archivistiche rimandano al nome della famiglia di origini normanne La Ferla (anche de Ferula). 
Sui piani etimologico e morfologico, al fine di individuare l'origine del toponimo è certamente utile comparare i derivati romanzi del latino ferula (“canna”, “finocchio gigante”) tra cui l'aragonese “cañaferra”, il catalano “ferla” e “canyaferla”, il piemontese “ferla”, il
sardo “feurra”.
Attualmente Ferla, La Ferla, Ferlito o Ferlita sono cognomi diffusi tanto nella parte orientale della Sicilia, quanto in Piemonte e in Lombardia.

## Geografia fisica
Il comune di Ferla, si trova nella parte ovest della provincia di Siracusa, sui Monti Iblei, all'interno della valle dell'Anapo.
Dista 42 km da Siracusa, 70 km da Catania e 43 km da Ragusa.

## Storia

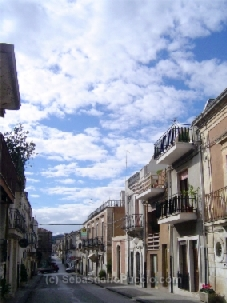
Ferla, via Umberto

Il nome "Ferla" compare per la prima volta nelle Decime Ecclesiastiche del 1275. Ma il primo vero documento è costituito dal testamento del barone Iohannes de Ferula, datato 1292. Da questa famiglia, che si sarebbe in seguito chiamata La Ferla, derivò il nome.
Il toponimo "Ferla" per quanto antico è stato adottato nel Medioevo. Il borgo fu fondato dai normanni provenienti dalla Normandia e si formò attorno al castello costruito da quest’ultimi. Questo piccolo castello fu posto sotto il dominio normanno di Goffredo, figlio di Ruggero I di Sicilia. A questo periodo risale la migrazione di genti lombarde dell’Italia settentrionale, e a Ferla una colonia lombarda si accostò alle genti normanne. Le contrade vicine furono probabilmente abitate in epoca greca e romana; durante la tarda antichità e per tutta l'età bizantina il territorio di Ferla fu intensamente abitato da comunità dedite all'agricoltura e soprattutto all'allevamento. Tra gli abitati più interessanti di questo periodo storico ricordiamo l'abitato di Giarranauti e i complessi rupestri di San Sisto e San Martino. Ad epoca paleocristiana si datano alcuni complessi cimiteriali noti alla comunità scientifica per aver restituito alcune epigrafi sepolcrali tra cui quella del diacono "Dionisio". Nulla sappiamo del sito del Castel di Lega, che era il nome dato dai Greci (Tucidide) al primo e più antico centro abitato.
La presenza di una comunità cristiana tra il II e il III secolo d.C., il rinvenimento di iscrizioni sepolcrali in greco all'interno dei complessi cimiteriali confermano il ripopolamento di tutto il territorio alla fine del mondo antico. La guerra gotica, le invasioni vandaliche e verosimilmente il diffondersi della peste causarono viceversa l'abbandono dei villaggi e il ricostituirsi della "silva". Per comprendere la genesi dell'attuale abitato di Ferla è utile ricordare che dentro la chiesa di San Giacomo e di San Sebastiano le ricerche di profondità hanno messo in luce alcune sepolture a loggetta che confermano l'esistenza di un'ampia area cimiteriale coincidente in parte con l'attuale piazzale. Il toponimo "Rigoria" secondo l'autorevole parere di alcuni studiosi richiama infatti lo spazio destinato alle sepolture pubbliche.
Recenti scoperte archivistiche, confluite in una pubblicazione di Luigi Lombardo e Pietro La Rocca, hanno portato a far luce sulla primissima storia medievale della cittadina di Ferla, sulle sue origini, in particolare sull'origine del suo nome. Secondo il libro dei due studiosi fu il nobilis dominus Iohannes de Ferula, civis di Ragusa e fedelissimo dei Chiaramonte, a dare il nome alla città, che probabilmente fondarono nei pressi dell'antichissimo sito di Liga. Apprendiamo la notizia dal testamento del barone di Ferla, (appunto) Iohannes de Ferula, rogato nella cittadina iblea in data 10 dicembre 1292, dove Iohannes dichiara di essere barone di Ferla e di tantissimi altri feudi di Sicilia, in particolare nei territori di Ragusa, Siracusa e Caccamo. Egli dice anche di aver fondato il monastero e la chiesa di San Martino, su cui ha istituito il beneficio di Iuspatronatus, detto appunto di S. Martino, dove si trovano sepolti i suoi avi. Egli dispone di essere sepolto, congiuntamente ai suoi avi, nella famosa abbazia di Santa Maria dell'Arco accanto al sepolcro di Isimbardo Morengia conte di Noto. Nomina suo erede universale e signore di Ferla il figlio Ruggero. I de Ferula ( La Ferla ) detennero tra alterne vicende la signoria di Ferla fino al 1392, quando furono dichiarati ribelli dai Martini, regnanti catalani, e furono da questi privati di tutti i beni.
Il feudo di Ferla passò alla famiglia Moncada di Paternò, che lo detenne per diversi secoli.
Nel 1625 divenne marchesato e passò a Giuseppe Rau e Grimaldi da Noto. I diritti baronali si estinsero con Francesco Tarallo Borgia.

## Urbanistica
Per quanto riguarda la composizione urbana c'è da dire che Ferla, prima del terremoto del 1693, doveva avere un impianto planimetricamente irrazionale perché condizionato dalla notevole accidentalità del suolo su cui sorgeva l'abitato. Il paese si sviluppava sul piccolo pianoro che si estende dalla Matrice al Carmine e poi da qui scendeva seguendo le pareti scoscese che conducono a valle, in contrada “Ronco”. Il terremoto, cancellò per intero la cittadina medievale comportando la perdita di 800 abitanti. Da quella data in poi il centro abitato fu costruito più a nord, da quello antico fu ripreso solo la parte in piano e quella ruotante intorno alla chiesa Madre e alla chiesa di San Sebastiano. Nelle zone scoscese, come è ancora oggi evidente grazie alla conservazione di un ampio complesso di ruderi a sud del quartiere Castelverde, l'architettura non fu più ricostruita a scopo abitativo anzi, in alcuni casi fu usata per ricavarne degli orti e delle stalle.

## Lo stemma comunale

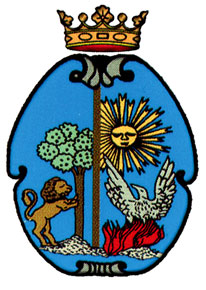

Lo stemma municipale è costituito da uno scudo bipartito: nel 1° d'azzurro, al leone d'oro rampante alla pianta di ferula al naturale (che è i due quarti dei La Ferla); nel 2° d'azzurro, alla fenice sorante d'argento sovra la sua immortalità di rosso, riguardante un sole d'oro a destra (che è dei Rau).

## Società

### Evoluzione demografica
Abitanti censiti

## Cultura

### Architettura religiosa

#### Chiesa di San Sebastiano

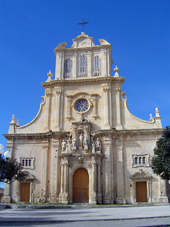
San Sebastiano.

La chiesa di San Sebastiano è la più grande del paese; fu costruita nel 1481 ma venne completamente ricostruita dopo il terremoto del 1693. L'interno è a tre navate e conserva reliquie di San Giovanni Battista, San Sebastiano, Santa Lucia e Santo Stefano. La facciata esterna è impreziosita dall'apparato plastico del maestro Michelangelo Di Giacomo, raffigurante il Santo affiancato da due soldati e due mori che reggono le volute dell'architrave. La tela che sovrasta l'altare è di Giuseppe Crestadoro.

#### Chiesa di Sant'Antonio Abate

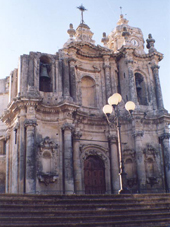
Sant'Antonio

Originariamente (nel sec. XVI) era ubicata nella parte bassa dell'abitato, il terremoto la distrusse interamente; la ricostruzione avvenne nell'attuale sito, al centro del nuovo abitato, nel settore sud-ovest dei quattro canti.
L'impianto a croce greca fu disegnato subito dopo il terremoto del 1693, la costruzione fu però portata avanti per oltre un cinquantennio. Le dimensioni stabilite furono di 33 m per ogni asse della croce. L'esterno, particolarmente interessante, è composto da una sinuosa facciata barocca costruita da tre corpi concavi di cui i due laterali sono coronati da celle campanarie. La Chiesa si stacca dal prototipo gagliardano della facciata-torre, modello tanto spesso usato nei piccoli centri iblei lungo tutto l'arco del Settecento, ma della scuola del Gagliardi porta notevoli segni: nelle sagome del portale e delle nicchie, nei particolari decorativi e innanzitutto in quel frenetico movimento di tutto l'insieme.
L'interno è uno spazio dinamico, tipologicamente nuovo e raramente usato. La volta della cupoletta ottagonale è un ricamo eccezionale di fregi, di affreschi, di stucchi. L'affresco centrale raffigurante il trionfo di S.Antonio è del Crestadoro così come gli altri riquadri e la lunetta di San Matteo. La cupoletta della torre campanaria sinistra cadde in seguito al terremoto del 1908. All'interno, in apposite nicchie si conservano pregevoli sculture del Settecento raffiguranti Santi cari alla devozione religiosa dei ferlesi.

#### Altre chiese
- Chiesa di San Giacomo
- Chiesa del Carmelo
- Chiesa di Santa Sofia

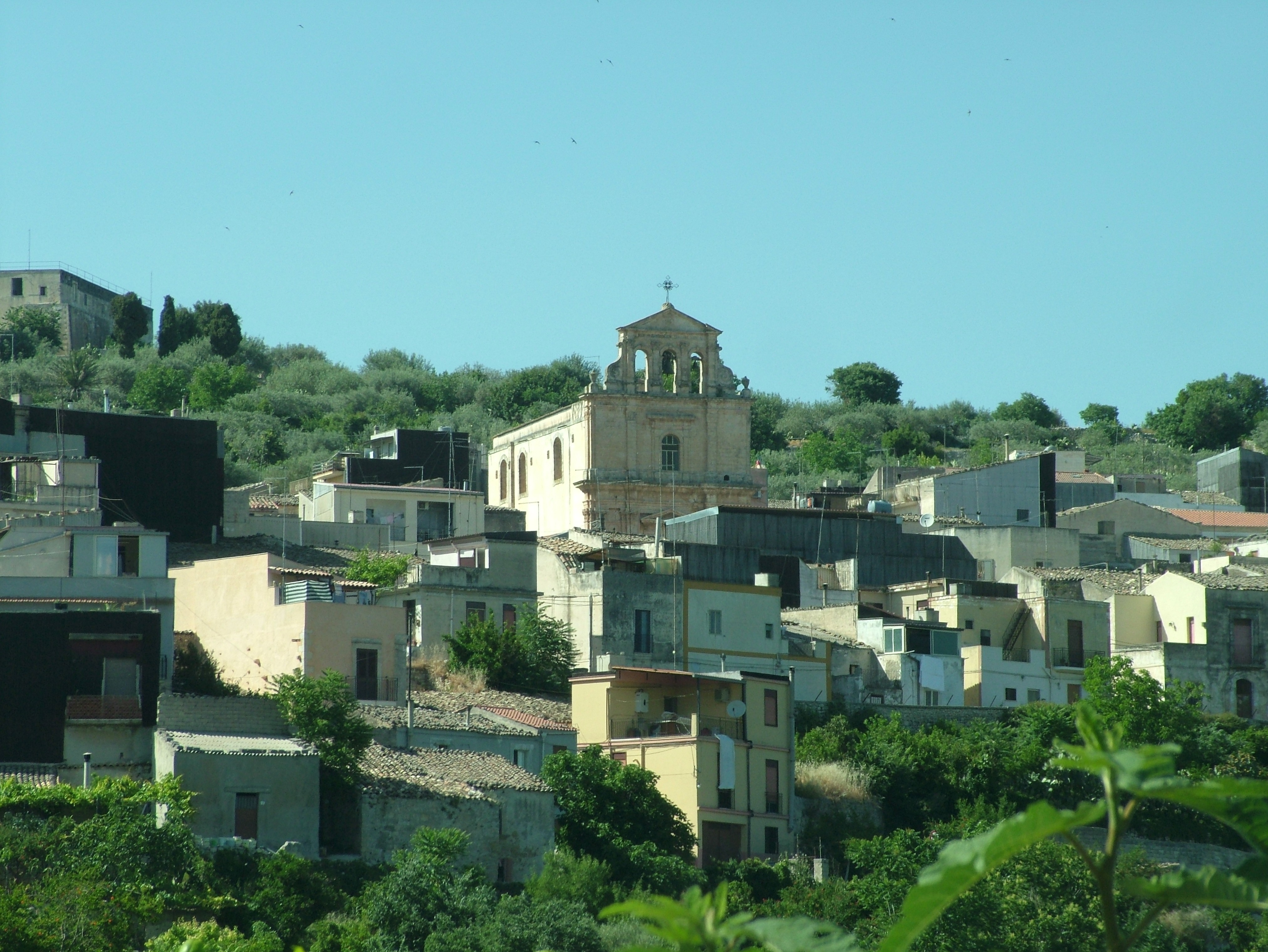

- Convento dei Frati Minori Cappuccini
- Chiesa di Santa Maria di Gesù, Convento dei Frati Minori Riformati
- Chiesa della Madonna delle Grazie

## Manifestazioni

### La Santa Pasqua
La festa più sentita e festeggiata a Ferla è la Santa Pasqua. Ogni anno si rivive il mistero della Passione, Morte e Resurrezione di Gesù con riti e processioni. Nel corso del tempo sono andate perdute funzioni come i sabati di quaresima, la rappresentazione sacra della Passione, l'Opira Santa e a calata a tila, così come sono scomparse le confraternite di San Sebastiano e Sant'Antonio che una volta avevano un ruolo importante nello svolgimento della festa.
L'anacronismo di alcuni momenti concorre a rendere particolare la Pasqua a Ferla rispetto ad altre zone d'Italia: la processione do “Signuri a Canna”, il Giovedì santo; dopo la messa in “Coena Domini” e la deposizione del Sacramento, inizia la visita da parte dei fedeli ai “Sepulcri”, altari addobbati con fiori, candele e il tradizionale grano germogliato. Il Venerdì Santo si commemora la passione di Cristo in un clima di intenso fervore religioso. Le processioni, immerse in un'atmosfera particolarmente spirituale, hanno inizio nel pomeriggio con la processione do “ Signuri a Cruci” e dell'Addolorata. La sera dopo la predica delle “sette Parole” ha luogo la funzione da “Scisa a Cruci”, in cui Gesù, deposto dalla croce, viene sistemato nell'urna ("a cascia"). Segue la processione notturna do “Signuri a Cascia”. Il Sabato santo, dopo la messa di risurrezione, prende il via la processione dell'Addolorata, “A Madonna o Scontru”. La “Sciaccariata” accompagna di corsa “U Gesummaria” dalla chiesa di San Sebastiano al convento dei padri Cappuccini, alla luce di tantissime fiaccole “Sciaccare” ricavati da arbusti secchi. Il giorno di Pasqua, si ripete all'alba la processione della Addolorata alla ricerca del figlio risorto (“U Giro de sette vaneddi”); l'attesa si compie a mezzogiorno con “U Scontru” quando, alla fine di una corsa sfrenata fra il lancio di fettucce e di fuochi pirotecnici, si svolge la rappresentazione dell'incontro tra Gesù e la Madonna che, lasciando cadere il suo manto, appare in tutto il suo splendore.
La Settimana Santa si conclude la sera della domenica con la processione do “ Gesummaria”.

### La Festa del Patrono
La festa solenne si celebra il 20 luglio. La sera della vigilia dopo la tradizionale "Curruta" (la statua viene portata fuori dalla nicchia dove viene conservata durante l'anno e deposta sull'altare, tra le grida e le invocazione dei fedeli), la reliquia ed il braccio argenteo vengono portati in processione per le vie principali del paese. All'alba del giorno 20 lo sparo di vent’uno colpi a cannone richiama la gente all'affollata messa dell'alba. È tradizione andare a questa messa in pellegrinaggio, offrendo un cero votivo. I portatori del fercolo "i nudi" sono vestiti con dei pantaloni bianchi e sul petto nudo portano un nastro rosso recante l'immagine di S.Sebastiano. Alle dodici in punto fra "Nzareddi" e fuochi d'artificio il Santo fa la sua spettacolare "Nisciuta". Portato in processione rientra per uscire nuovamente la sera sull'artistico carro tirato dai bambini.

### Il Natale e i Presepi Artigianali
L'atmosfera Natalizia a Ferla, la si può vivere trasportati delle melodie del canto delle novene.
I cantori, muniti di flauto, zampogna, fisarmonica girano per le vie del paese a partire dal 16 dicembre, cantando tre strofe al giorno, per nove giorni, tutta la storia della nascita di Gesù Bambino. Ogni chiesa aperta al culto svolge la celebrazione della novena natalizia che avrà culmine con la veglia di Natale la notte del 24 dicembre, con una suggestiva rappresentazione della nascita del Gesù Bambino allo scoccare della mezzanotte. Inoltre a Ferla è ormai consolidata la tradizione dei presepi artigianali che si svolge lungo tutto il percorso dell'antico paese, creando una atmosfera ricca di colori e suoni. I presepi artigianali vengono allestiti da piccoli e grandi maestranze locali che, senza competizione, mostrano alla gente l'arte di fare il presepe.

### Manifestazioni del passato
- Giro della Provincia di Siracusa 1999 (Ciclismo)
- Trofeo Pantalica (Ciclismo)

## Dintorni

### Pantalica
Da Ferla si raggiunge il sito di Pantalica (11 km). Si possono agevolmente visitare le necropoli sparse lungo la collina, il villaggio bizantino di S. Micidario ('u trabucchettu), l'Anaktoron o Palazzo del Principe, e si può scendere in fondo alla valle dove le freschissime acque del torrente Calcinara scorrono incassate tra le alte pareti del canyon.

## Sport

### Calcio
La squadra di calcio del paese è l'A.S.D. Ferla. È nata nel 1999 e milita nel campionato di Terza categoria. Il colore sociale è il granata.

### Pallavolo
La squadra di pallavolo è l'A.S.D. Hybla Volley Ferla. È nata nel 2018 e milita nei campionati FIPAV e CSI Siracusa. I colori sociali sono il giallo e il blu.

### Futsal (Calcio a 5)
La squadra di futsal è l'A.S.D. Futsal Ferla. È nata nel 2019 e nella stagione 2022-2023 è stata promossa in Serie C1. I colori sociali sono il giallo e il nero.

## Amministrazione
Di seguito è presentata una tabella relativa alle amministrazioni che si sono succedute in questo comune.
| Periodo          | Periodo          | Primo cittadino           | Partito                      | Carica              | Note  |
| ---------------- | ---------------- | ------------------------- | ---------------------------- | ------------------- | ----- |
| 5 gennaio 1988   | 7 giugno 1993    | Antonio Galioto           | Democrazia Cristiana         | Sindaco             | [ 7 ] |
| 7 giugno 1993    | 20 dicembre 1993 | Nella Veca                | La rete-Mov.dem.             | Sindaco             | [ 7 ] |
| 13 giugno 1994   | 1º dicembre 1997 | Santo Coffa               | Centro Cristiano Democratico | Sindaco             | [ 7 ] |
| 1º dicembre 1997 | 28 maggio 2002   | Giuseppe Veneziano        | lista civica                 | Sindaco             | [ 7 ] |
| 29 maggio 2002   | 15 maggio 2007   | Giuseppe Veneziano        | lista civica                 | Sindaco             | [ 7 ] |
| 15 maggio 2007   | 5 novembre 2010  | Alfio Paolo Speranza      | lista civica                 | Sindaco             | [ 7 ] |
| 5 novembre 2010  | 7 giugno 2011    | Antonio Garofalo          |                              | Comm. straordinario | [ 7 ] |
| 1º giugno 2011   | in carica        | Michelangelo Giansiracusa | lista civica - Azione        | Sindaco             | [ 7 ] |